# Односи Србије и Монака
Односи Србије и Монака су инострани односи Републике Србије и Кнежевине Монака.

## Билатерални односи
Дипломатски односи са Монаком су успостављени у новембру 2007. године.
Стална мисија Републике Србије у Паризу (Француска) радно покрива Монако.
Монако је гласао за пријем Косова у УНЕСКО приликом гласања 2015.

### Економски односи
- Укупна вредност робне размене у 2020. години износила је око 206 хиљада УСД (извоз 110, а увоз 96).
- Укупна вредност робне размене у 2019. години износила је око 465 хиљаде УСД (извоз 190, а увоз 275).[4]